# Ypsilon
De ypsilon (hoofdletter Υ, onderkast υ, Grieks: υψιλον) is de 20e letter van het Griekse alfabet. υ´ is het Griekse cijfer voor 400 en ,υ voor 400.000.
De ypsilon werd in het Oudgrieks uitgesproken als een u zoals in muziek. In het Modern Grieks spreekt men hem uit als een i. In het Oudgrieks werd de naam van de letter dan ook als upsilon uitgesproken, maar in het Nieuwgrieks werd dat ipsilon.
De Griekse ypsilon werd door de Romeinen in het Latijnse alfabet overgenomen als de letter Y. Deze Latijnse letter wordt in het Nederlands en diverse andere Europese talen nog steeds ypsilon, Griekse y en/of i-grec genoemd. Vooral in België wordt de Y uitgesproken als ypsilon.